# East Moline
East Moline è un comune degli Stati Uniti d'America, nella contea di Rock Island, nell'Illinois nord-occidentale, al confine con l'Iowa e sulle rive del Mississippi.
Ha avuto grande importanza nello sviluppo industriale americano. Sede della John Deere (prestigiosa fabbrica di trattori) nonché patria natia dell'inventore dell'aratro autorivoltante in acciaio; fu il centro nevralgico della diffusione del trattore negli Stati Uniti del tardo XIX secolo.